# حمدی پاچه‌چی
حمدی پاچه‌چی (انگلیسی: Hamdi al-Pachachi؛ ۱۸۸۶ – ۱۹۴۸-۰۳) یک سیاست‌مدار اهل عراق بود بود که یک بار به عنوان نخست‌وزیر پادشاهی عراق انتخاب شد.